# Заноза (фільм, 1957)
«Заноза» — радянський комедійний художній фільм Ніколоза Санішвілі, знятий в 1957 році на кіностудії «Грузія-фільм».

## Сюжет
Головна героїня фільму Лія — дівчина зі складним характером. Працюючи водієм у різних високопоставлених осіб, вона не визнає авторитетів, що часто призводить до конфліктів. За це її і прозвали «занозою». Черговий пасажир Лії — молодий архітектор Георгій, противник надмірностей в будівництві. Покохавши Георгія, Лія включається в його боротьбу з прихильниками колишньої («сталінської») архітектури.

## У ролях
- Лейла Абашидзе — Лія
- Тенгіз Мушкудіані — Георгій (озвучив Олексій Консовський)
- Георгій Гегечкорі — Вахтанг (озвучив Юрій Саранцев)
- Акакій Кванталіані — Андро (озвучив Ростислав Плятт)
- Олександр Жоржоліані — дядько Сандро (озвучив Степан Каюков)
- Сесилія Такайшвілі — Цецилія
- Олександр Оміадзе — епізод
- Марина Тбілелі — Бубуся, дружина Андро
- Жужуна Дугладзе — Тамара, наречена архитектора
- Іван Гвінчідзе — міністр архітектури (озвучив Сергій Курилов)
- Вахтанг Пірцхалава — Гія, приятель Тамари
- Читолія Чхеїдзе — мати Лії
- Нінелі Цинцадзе — епізод
- Ніно Лапачі — сусідка Лії
- Олександр Кваліашвілі — шофер
- Гоча Абашидзе — міліціонер
- Алеко Нінуа — механік в гаражі
- Михайло Херхеулідзе — шофер
- Юсуф Кобаладзе — епізод
- Михайло Мгеладзе — епізод
- Парсман Сонгулашвілі — начальник кам'яного кар'єру
- Михайло Султанішвілі — епізод
- Тамара Схіртладзе — епізод
- Нукрі Алхазішвілі — механік в гаражі
- Картлос Касрадзе — архітектор
- Мері Канделакі — мати Георгія
- Циала Берідзе — співробітниця на будівництві
- Мішико Гагуа — хлопчик, що грає біля стойки
- Шалва Гедеванішвілі — чиновник на засіданні міністра

## Знімальна група
- Режисер: Ніколоз Санішвілі
- Сценаристи:  Олександр Вітензон, Ніколоз Санішвілі
- Оператор:  Дмитро Фельдман
- Композитор:  Сулхан Цинцадзе
- Художники: Татяна Кримковська, Леонід Мамаладзе, Євген Мачаваріані